# Jaroslav Pašmik
Jaroslav Pašmik (* 26. dubna 1970 Ostrava) je vysokoškolský pedagog a politik. V letech 2022 až 2023 působil jako starosta městské části Praha 5 za Praha 5 Sobě, v koalici s Piráty a SEN 21.
Mezi lety 2002 a 2009 byl redaktorem týdeníku Respekt. Mezitím vystudoval management na Chapman University. Studoval také management udržitelnosti na německé Leuphana University. 
Na Vysoké škole ekonomické přednáší od roku 2015 management se zaměřením na udržitelnost, působí jako vedoucí Centra managementu udržitelnosti a etiky Fakulty podnikohospodářské. V roce 2009 spoluzakládal Českou radu pro šetrné budovy. Zakládal také Sousedský spolek Homolka-Motol.